# Carex pseudofoetida
Carex pseudofoetida är en halvgräsart som beskrevs av Georg Kükenthal. Carex pseudofoetida ingår i släktet starrar, och familjen halvgräs.

## Underarter
Arten delas in i följande underarter:
- C. p. acrifolia
- C. p. afghanica
- C. p. pseudofoetida

## Bildgalleri

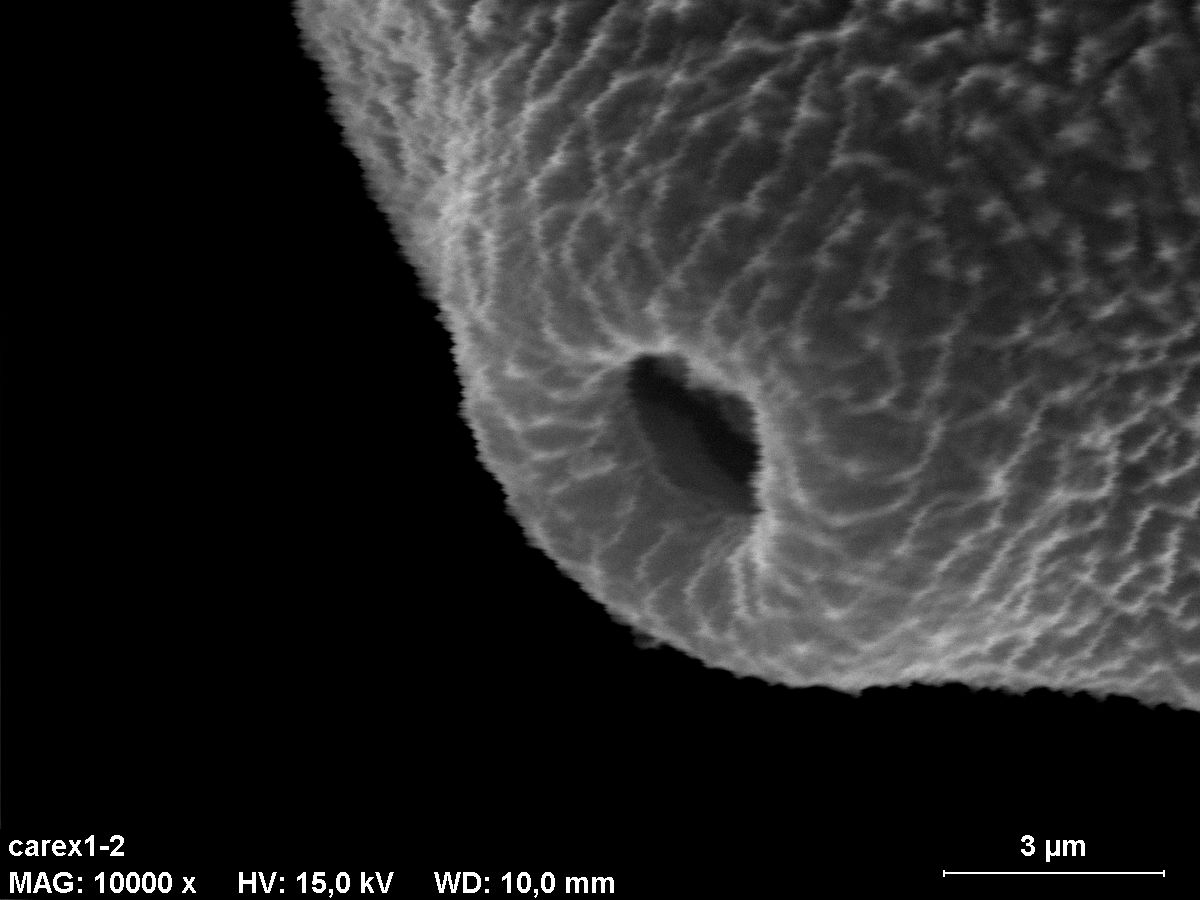
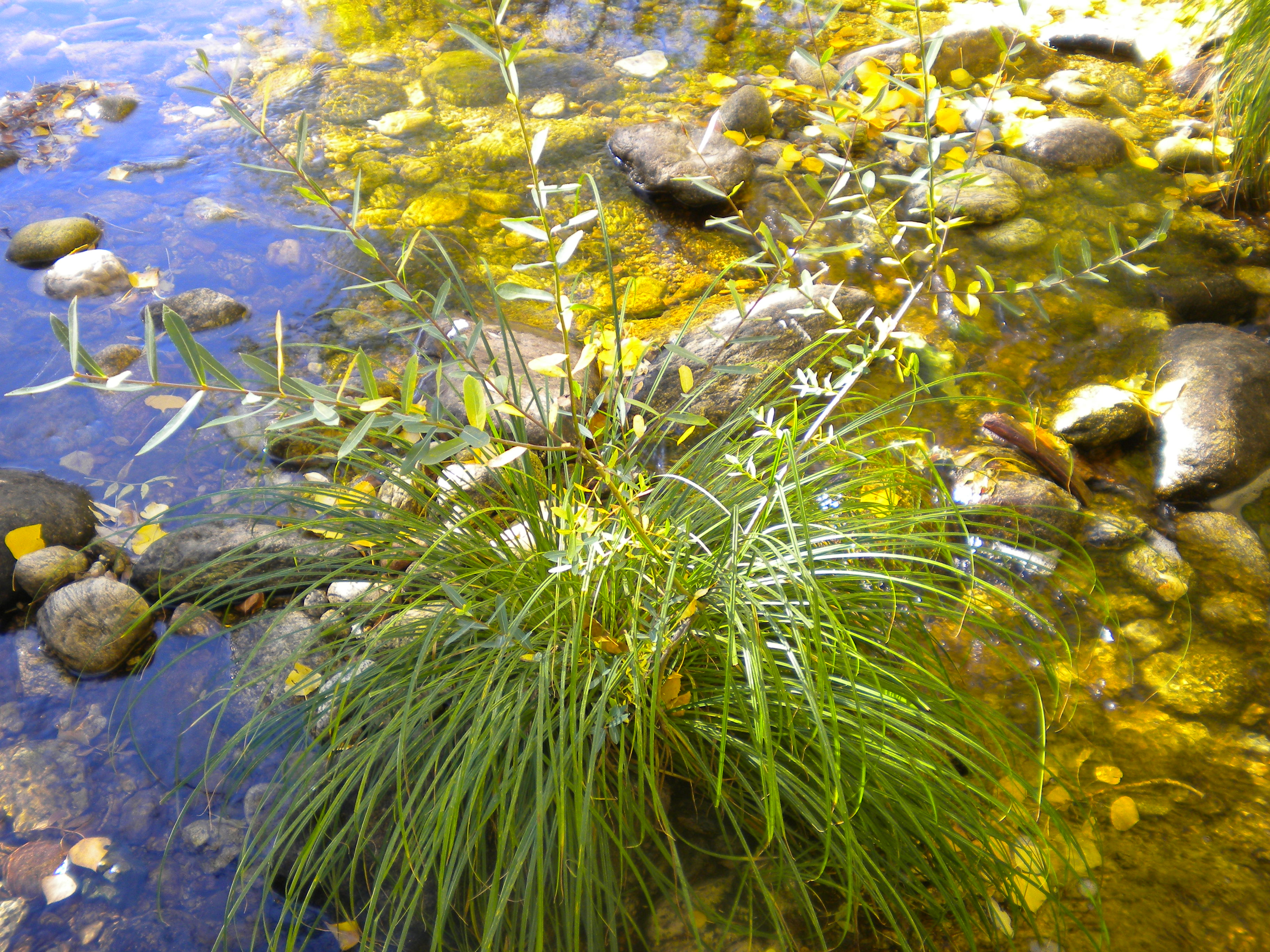